# Leichtathletik-U20-Balkan-Hallenmeisterschaften 2021
Die 5. Leichtathletik-U20-Balkan-Hallenmeisterschaften fanden am 13. Februar 2021 in der bulgarischen Hauptstadt Sofia statt.

## Ergebnisse Männer

### 60 m
| Platz | Athlet                | Land | Zeit (s) |
| ----- | --------------------- | ---- | -------- |
| 1     | Beniamin Duicu        | ROU  | 6,79     |
| 2     | Georgi Christow       | BUL  | 6,89     |
| 3     | Silviu Munteanu       | ROU  | 6,89     |
| 4     | Andrej Skočir         | SVN  | 6,92     |
| 5     | Oleksandr Sossnowenko | UKR  | 6,95     |
| 6     | Klaus Grünbart        | AUT  | 6,97     |

### 400 m
| Platz | Athlet           | Land | Zeit (s) |
| ----- | ---------------- | ---- | -------- |
| 1     | Denis Toma       | ROU  | 48,91    |
| 2     | Remus Niculiță   | ROU  | 48,97    |
| 3     | İsmail Nezir     | TUR  | 49,05    |
| 4     | Dominik Škorjanc | CRO  | 49,34    |
| 5     | Marko Orešković  | CRO  | 49,49    |
| 6     | Ivan Galuşco     | MDA  | 49,53    |
| 7     | Silijan Peschew  | BUL  | 49,80    |
| 8     | Andreas Wolf     | AUT  | 49,81    |

### 800 m
| Platz | Athlet          | Land | Zeit (min) |
| ----- | --------------- | ---- | ---------- |
| 1     | Mark Fandly     | ROU  | 1:54,61    |
| 2     | Mevlut Kılıç    | TUR  | 1:54,89    |
| 3     | Jovan Rosić     | BIH  | 1:56,05    |
| 4     | Erkan Nisam     | BUL  | 1:56,82    |
| 5     | Leon Thaqi      | KOS  | 1:57,29    |
| 6     | Ivan Vojnović   | CRO  | 1:57,55    |
| 7     | Plamen Draganow | BUL  | 1:58,78    |
| 8     | Florian Berisha | KOS  | 1:59,74    |

### 1500 m
| Platz | Athlet             | Land | Zeit (min) |
| ----- | ------------------ | ---- | ---------- |
| 1     | Devrim Kazan       | TUR  | 3:49,52    |
| 2     | Ilja Kunin         | UKR  | 3:55,82    |
| 3     | Mihai Poponea      | ROU  | 3:56,21    |
| 4     | Hakan Buğanlı      | TUR  | 3:58,94    |
| 5     | Martin Balabanow   | BUL  | 4:01,84    |
| 6     | Laurențiu Vrabie   | ROU  | 4:01,90    |
| 7     | Aleksa Tomić       | SRB  | 4:02,18    |
| 8     | Stanislaw Raschkow | BUL  | 4:19,47    |

### 3000 m
| Platz | Athlet             | Land | Zeit (min) |
| ----- | ------------------ | ---- | ---------- |
| 1     | Emil Bezecny       | AUT  | 8:34,46    |
| 2     | Ibrahim Karateker  | TUR  | 8:39,14    |
| 3     | Mihai Dumitru      | ROU  | 8:41,23    |
| 4     | Dragoș Pop         | ROU  | 8:41,32    |
| 5     | Ognjen Nikolić     | SRB  | 8:48,33    |
| 6     | Timo Hinterndorfer | AUT  | 8:50,99    |
| 7     | Oleg Galić         | BIH  | 9:10,13    |

### 60 m Hürden
| Platz | Athlet            | Land | Zeit (s) |
| ----- | ----------------- | ---- | -------- |
| 1     | Ayetullah Demir   | TUR  | 7,99     |
| 2     | Jovan Čanak       | SRB  | 8,05     |
| 3     | Bogdan Vidojković | SRB  | 8,29     |
| 4     | Bogdan Vidojković | SRB  | 8,29     |
| 5     | Robert Simion     | ROU  | 9,19     |

### 4 × 400 m Staffel
| Platz | Land       | Athleten                                                                     | Zeit (min) |
| ----- | ---------- | ---------------------------------------------------------------------------- | ---------- |
| 1     | Türkei     | Emirhan Koş Gökdeniz Göçmen Orçun Duran İsmail Nezir                         | 3:18,11    |
| 2     | Rumänien   | Remus Niculiță Mihai Poponea Mark Fandly Denis Toma                          | 3:19,48    |
| 3     | Bulgarien  | Todor Todorow Ilker Raimow Erkan Nisam Silijan Peschew                       | 3:22,10    |
| 4     | Kroatien   | Lukas Cik Ivan Vojnović Dominik Škorjanc Marko Orešković                     | 3:22,14    |
| 5     | Österreich | Andreas Wolf Niklas Strohmayer-Dangl Klaus Grunbart Jordan Lindinger-Asamoah | 3:29,83    |
|       | Serbien    | Miroslav Lalić Aleksa Tomić Stefan Kaljuš Lazar Jurošević                    | DSQ        |

### Hochsprung
| Platz | Athlet                 | Land | Höhe (m) |
| ----- | ---------------------- | ---- | -------- |
| 1     | Roman Petruk           | UKR  | 2,16     |
| 2     | Bohdan Smijwskyj       | UKR  | 2,09     |
| 3     | Atilla Göktuğ Taşdelen | TUR  | 2,09     |
| 4     | Marko Šuković          | BIH  | 2,06     |
| 5     | Gheorghe Bledea        | ROU  | 1,95     |
| 5     | Boschidar Sarabojukow  | BUL  | 1,95     |
| 7     | Latschesar Petkow      | BUL  | 1,95     |
| 8     | Oleg Grigoriţa         | MDA  | 1,80     |

### Stabhochsprung
| Platz | Athlet              | Land | Höhe (m) |
| ----- | ------------------- | ---- | -------- |
| 1     | Sedat Cacim         | TUR  | 4,70     |
| 2     | Peter Gričar Vintar | SVN  | 4,50     |
| 3     | Răzvan Doroftei     | ROU  | 4,40     |

### Weitsprung
| Platz | Athlet                | Land | Weite (m) |
| ----- | --------------------- | ---- | --------- |
| 1     | Gor Beglarjan         | ARM  | 7,29      |
| 2     | Roko Farkaš           | CRO  | 7,11      |
| 3     | Lukas Cik             | CRO  | 7,09      |
| 4     | Petar Čanak           | SRB  | 7,09      |
| 5     | Oleksij Polischtschuk | UKR  | 7,07      |
| 6     | Berkant Yaman         | TUR  | 6,79      |
| 7     | Nichita Calinin       | MDA  | 6,65      |
| 8     | Ognjen Vojvodić       | MNE  | 6,61      |

### Dreisprung
| Platz | Athlet                   | Land | Weite (m) |
| ----- | ------------------------ | ---- | --------- |
| 1     | Oleksandr Aiko           | UKR  | 15,43     |
| 2     | Narek Sraponjan          | ARM  | 15,26     |
| 3     | Dimitar Taschew          | BUL  | 15,20     |
| 4     | Grigoris Nikolaou        | CYP  | 15,05     |
| 5     | Martin Totschew          | BUL  | 15,02     |
| 6     | Cristian Radu            | ROU  | 14,66     |
| 7     | Jordan Lindinger-Asamoah | AUT  | 14,54     |
| 8     | Arif Okan Ağ             | TUR  | 14,09     |

### Kugelstoßen
| Platz | Athlet           | Land | Weite (m) |
| ----- | ---------------- | ---- | --------- |
| 1     | Muhamet Ramadani | KOS  | 17,87     |
| 2     | Savaş Parlak     | TUR  | 17,49     |
| 3     | Alaudin Suma     | KOS  | 17,33     |
| 4     | Ionel Vasile     | ROU  | 17,25     |
| 5     | Todor Petrow     | BUL  | 16,99     |
| 6     | Luka Šorman      | CRO  | 16,12     |
| 7     | Stefan Jovanov   | SRB  | 16,03     |

## Ergebnisse Frauen

### 60 m
| Platz | Athletin             | Land | Zeit (s) |
| ----- | -------------------- | ---- | -------- |
| 1     | Zala Istenič         | SLO  | 7,44 CR  |
| 2     | Maria Mihalache      | SVN  | 7,49 PB  |
| 3     | Ivana Ilić           | SRB  | 7,53     |
| 4     | Zülha Armutçu        | TUR  | 7,59     |
| 5     | Jewhenija Konowalowa | UKR  | 7,65     |
| 6     | Maria Bisericescu    | ROU  | 7,68     |

### 400 m
| Platz | Athletin               | Land | Zeit (s) |
| ----- | ---------------------- | ---- | -------- |
| 1     | Tetjana Charaschtschuk | UKR  | 54,87    |
| 2     | Tijana Japundžić       | SRB  | 55,53    |
| 3     | Nevin İnce             | TUR  | 55,90    |
| 4     | Anna Orlowa            | UKR  | 56,15    |
| 5     | Rahela Leščak          | CRO  | 57,57    |
| 6     | Nicole Milić           | CRO  | 57,74    |
| 7     | Marija Mrkela          | SRB  | 58,12    |
| 8     | Emma Zach              | ROU  | 58,13    |

### 800 m
| Platz              | Athletin        | Land | Zeit (min) |
| ------------------ | --------------- | ---- | ---------- |
| 1                  | Veronika Sadek  | SVN  | 2:08,59    |
| 2                  | Petja Klojčnik  | SVN  | 2:11,68    |
| 3                  | Claudia Costiuc | ROU  | 2:12,10    |
| 4                  | Ana Dobša       | CRO  | 2:15,17    |
| 5                  | Iwa Tschilikowa | BUL  | 2:27,36    |
|                    | Larisa Talpiș   | ROU  | DSQ        |
| Süreyya Yıldız     | TUR             | DSQ  |            |
| Petija Kowatschewa | BUL             | DNF  |            |

### 1500 m
| Platz | Athletin              | Land | Zeit (min) |
| ----- | --------------------- | ---- | ---------- |
| 1     | Maria Talida Sfârghiu | ROU  | 4:33,23    |
| 2     | Şevval Özdoğan        | TUR  | 4:33,27    |
| 3     | Iva Maletić           | SRB  | 4:35,10    |
| 4     | Mihaela Botnari       | MDA  | 5:02,98    |

### 3000 m
| Platz | Athletin           | Land | Zeit (min) |
| ----- | ------------------ | ---- | ---------- |
| 1     | Mădălina Sîrbu     | ROU  | 09:45,99   |
| 2     | Redia Dauti        | ALB  | 09:54,89   |
| 3     | Jassna Petrowa     | BUL  | 09:56,95   |
| 4     | Hatice Yıldırım    | TUR  | 09:58,45   |
| 5     | Rut Vasile         | ROU  | 10:03,22   |
| 6     | Liza Šajn          | SVN  | 10:03,86   |
| 7     | Lorena Bartaković  | CRO  | 10:10,40   |
| 8     | Natalija Kremenska | BUL  | 10:22,63   |

### 60 m Hürden
| Platz | Athletin            | Land | Zeit (s) |
| ----- | ------------------- | ---- | -------- |
| 1     | Klara Koščak        | CRO  | 8,25     |
| 2     | Chrystyna Jurtschuk | UKR  | 8,48     |
| 3     | Yaren Yıldırım      | TUR  | 8,48     |
| 4     | Issabela Sokolowa   | BUL  | 8,52     |
| 5     | Daria Grigoroiu     | ROU  | 8,54     |
| 6     | Ivona Jurić         | SRB  | 8,93     |

### 4 × 400 m Staffel
| Platz | Land      | Athletin                                                                     | Zeit (min) |
| ----- | --------- | ---------------------------------------------------------------------------- | ---------- |
| 1     | Slowenien | Karolina Zbičajnik Neža Dolenc Petja Klojčnik Veronika Sadek                 | 3:47,88    |
| 2     | Türkei    | Ezgi Kol Zeynep Kuran Sudenaz Kazanççı Nevin İnce                            | 3:49,42    |
| 3     | Kroatien  | Klara Koščak Ana Dobša Nicole Milić Rahela Leščak                            | 3:51,69    |
| 4     | Rumänien  | Corina Ilinoiu Emma Zach Claudia Costiuc Larisa Talpiș                       | 3:51,78    |
| 5     | Bulgarien | Martina Pissatschewa Swetoslawa Pawlowa Issabela Sokolowa Christina Spassowa | 3:59,55    |
| 6     | Serbien   | Ana Lazarević Marija Mrkela Ivana Ilić Tijana Japundžić                      | DSQ        |

### Hochsprung
| Platz | Athletin              | Land | Höhe (m) |
| ----- | --------------------- | ---- | -------- |
| 1     | Styliana Ioannidou    | CYP  | 1,84 CR  |
| 2     | Angelina Topić        | SRB  | 1,82     |
| 3     | Weronika Kramarenko   | UKR  | 1,79     |
| 4     | Marija Aljeinikowa    | UKR  | 1,79     |
| 5     | Federica Apostol      | ROU  | 1,75     |
| 6     | Aleksandrija Mitrović | SRB  | 1,73     |
| 7     | Aleyna Karaca         | TUR  | 1,70     |

### Stabhochsprung
| Platz | Athletin          | Land | Höhe (m) |
| ----- | ----------------- | ---- | -------- |
| 1     | Ula Bohorč        | SVN  | 3,60     |
| 2     | Valentina Necoară | ROU  | 3,60     |
| 3     | Elif Özelçi       | TUR  | 3,50     |
| 4     | Jowa Petrowa      | BUL  | 3,20     |
| 5     | Naja Rovan        | SVN  | 3,20     |

### Weitsprung
| Platz | Athletin            | Land | Weite (m) |
| ----- | ------------------- | ---- | --------- |
| 1     | Marija Horjelowa    | UKR  | 6,07      |
| 2     | Plamena Mitkowa     | BUL  | 6,06      |
| 3     | Klara Koščak        | CRO  | 6,05      |
| 4     | Ioana Știrbu        | ROU  | 5,99      |
| 5     | Plamena Tschakarowa | BUL  | 5,93      |
| 6     | Jana Dragutinović   | SRB  | 5,91      |
| 7     | Daniela Jelić       | CRO  | 5,85      |
| 8     | Nađa Zorić          | SRB  | 5,77      |

### Dreisprung
| Platz | Athletin               | Land | Weite (m) |
| ----- | ---------------------- | ---- | --------- |
| 1     | Jovana Gnjatović       | SRB  | 12,89     |
| 2     | Teodora Boberić        | SRB  | 12,72     |
| 3     | Oleksandra Tschernucha | UKR  | 12,67     |
| 4     | Alexia Dospin          | ROU  | 12,46     |
| 5     | Marina Iusumbeli       | MDA  | 12,44     |
| 6     | Marija Jelanska        | UKR  | 12,26     |
| 7     | Nazlıcan Inaltekin     | TUR  | 12,13     |
| 8     | Iuliana Dabija         | MDA  | 11,97     |

### Kugelstoßen
| Platz | Athletin         | Land | Weite (m) |
| ----- | ---------------- | ---- | --------- |
| 1     | Pınar Akyol      | TUR  | 15,45     |
| 2     | Nina Căpățînă    | MDA  | 13,83     |
| 3     | Martina Pavlović | SRB  | 13,17     |
| 4     | Iwelina Milkowa  | BUL  | 12,50     |
| 5     | Mădălina Manole  | ROU  | 12,35     |

## Medaillenspiegel
| Platz | Land                    |   |   |   |    |
| ----- | ----------------------- | - | - | - | -- |
| 1     | Türkei                  | 5 | 5 | 5 | 15 |
| 2     | Rumänien                | 5 | 4 | 6 | 15 |
| 3     | Ukraine                 | 4 | 3 | 2 | 9  |
| 4     | Slowenien               | 4 | 2 | 0 | 6  |
| 5     | Serbien                 | 1 | 4 | 3 | 8  |
| 6     | Kroatien                | 1 | 1 | 3 | 5  |
| 7     | Armenien                | 1 | 1 | 0 | 2  |
| 8     | Kosovo                  | 1 | 0 | 1 | 2  |
| 9     | Österreich              | 1 | 0 | 0 | 1  |
| 9     | Zypern                  | 1 | 0 | 0 | 1  |
| 11    | Bulgarien               | 0 | 2 | 3 | 5  |
| 12    | Albanien                | 0 | 1 | 0 | 1  |
| 12    | Moldau                  | 0 | 1 | 0 | 1  |
| 14    | Bosnien und Herzegowina | 0 | 0 | 1 | 1  |